# 魔法愛麗絲
《魔法愛麗絲》，是日本漫畫家渡瀨悠宇的少女漫畫作品。2001年至2003年連載於日本少女COMIC雜誌（小學館），單行本全7冊。
作者在這部作品以魔幻的故事表現出言語表達的重要，若沒有及時表達自己的心意則會發生嚴重的後果。而主角們用什麼言語挽回失去的感情也是作品重點之一。

## 概要
本書是一本表達「語言的力量」的漫畫。作者對於當時局勢有感而發，不希望戰爭，人與人之間應該以溝通解決問題，不能使用暴力。現代人都使用電腦或手機等機器溝通，但作者認為人與人間還是要面對面交談。
Inner Heart是反映心理狀況。Lotis是參考北歐古文。設定方面，文字詞語和意思適合與否毫無關係。模仿梵谷文字，所謂的24個文字，北歐古文也是這樣，借用其他古文也是24個。
作者畫這部作品時，突然想到「nine teenth」書名先起的情況。「對愛麗絲來說最重要的第19個神聖之言抽出來吧！」這就是書名的來源，意思是「愛麗絲的勇氣」，而不是19歲的愛麗絲。

## 故事大綱
故事敘述女主角瀨野愛麗絲，是一位不善於表達，但是總是替人著想，心地善良的女孩。喜歡學長若宮葉，但卻沒有勇氣告白。男主角若宮葉，和愛麗絲的姊姊真由良同社團兼好友。愛麗絲因為姊姊也喜歡葉，所以對葉的心意一直藏在心裡。有一天在馬路上看到一隻快被車撞的兔子，愛麗絲奮不顧身去救牠，在葉的幫助下才沒造成傷害。
後來真由良向葉告白後，兩人開始交往。愛麗絲救的兔子突然化身成少女的樣貌出現，名為妮雪加，對愛麗絲說她就是一直在找的操縱神聖之言的人。愛麗絲不相信，但因為意外不小心用在姊姊身上，使得真由良的心被黑暗奪去。為了救回姊姊，愛麗絲和葉以「操縱神聖之言的人」的身分一同作戰。之後突然出現一位稱呼愛麗絲為未婚妻的神秘男子菲爾，也是聖言使者之一。喜歡葉的大石同學因為內心強烈的妒忌，將葉初中時不為人知的秘密揭發出來，而葉也因小時候悲傷的成長過程造成精神上的創傷，差點讓自己陷入黑暗之中。
大石同學因被自己內心的黑暗包圍，愛麗斯因此決定進入她的內心世界，發現大石同學內心是很渴望被愛的，因此決定拯救她。真由良操控邪魔，將父親拉入黑暗之中，一行人找尋到Inner Heart入口，欲解救愛麗絲的父親，但卻出現一道難關密碼，無意間愛麗絲想起兒時，常與姐姐跟父親一起玩捉迷藏，自己不小心失足跌落，正當以為自己沒救的時候，父親帶著滿身傷痕出現了，才知道父親有多麼拼命找尋自己，發現密碼就是捉迷藏的倒數計時。看到迷失在黑暗的父親，愛麗絲終於鼓起勇氣說出自己真心話，父親也從回憶中甦醒過來。葉終於鼓起勇氣對真由良提出分手，真由良憤恨之下對葉下了詛咒，只要葉接受了其他人的感情，就會被憎恨之火吞噬，原本要對葉說出真心話的愛麗絲，只好默默哭泣，看著哭泣的愛麗絲，葉不由自主親吻了愛麗絲，愛麗絲意識到葉已被真由良下了咒印，於是沒有接受葉的心意。
另一方面，聖導院的長老們得知愛麗絲與葉為聖言使者，深信兩位新使者一定能找到「流失之言」並引導聖導院向光明前進，聖導院吩咐各地聖導團內優秀的使者到他們身邊，而菲爾的責任就是在使者到達前保護他們。真由良已經學會了全部24個黑暗之言，且「魔帝」附身在真由良體內，黑暗之言使者也前來迎接真由良，他們以新宿都廳為根據地向愛麗絲等人展開侵略。愛麗絲和葉為了修練，於是跟新使者吉斯、菲爾一起生活。
聖言使者全員到齊，一同進入都廳打倒魔帝，其中，菲爾重視的人艾力竟背叛聖導團，成了黑暗之言使者。面對黑暗使者的襲擊，聖言使者努力對抗之下，愛麗絲找到了流失之言，打敗了黑暗，救回真由良。一切恢復正常，愛麗絲加入箭術部，把心中一直想說的話告訴了葉。

## 登場人物

### 主要角色
- 瀨野愛麗絲（せの ありす）

基本資料：3月19日出生，雙魚座A型，身高158公分，三圍B80・W59・H88
喜愛動物，喜歡蒐集跟動物有關的小物件。成績和運動普通，因此對於一切都優秀的姐姐真由良抱有強烈的自卑感。小學時鼓起勇氣袒護朋友，卻被孤立，造成有話不敢直言的個性。不善於表達的她，總是用通訊與人聊天，身邊沒有一個推心置腹的好朋友，因為害怕受傷害，所以避免和任何人有深厚關係。外表靦腆，內心堅強，性格純真善良，容易落淚，過於顧及他人感受而壓抑自己真實感情是弱點，也想改變這樣的自己。慎言是配合周圍環境，這也是愛麗絲處理人際關係的方法。喜歡學長若宮葉，但是卻撮合學長與姐姐交往，因為自己一時大意，導致姐姐陷入黑暗之中，為了救回姐姐，成為了神聖之言操縱者，與其他夥伴一起作戰，打敗黑暗之言操縱者。
- 若宮葉（わかみや きょう）

基本資料：5月12日出生，金牛座，身高181公分，視力右0.3 左0.5 平常配戴隱形眼鏡。
小學參加劍道部和書法學會，高中參加箭術部。對自己忠實的勤勞青年，穩重和溫柔背後是個激情的人。父親是酒鬼，經常對妻子施以暴力，母親病死後，父親不久也死了。父母已雙亡，年幼的他輪流被其他親戚撫養，最後寄居舅父家中。因為這樣的家庭背景，導致他刻意與人劃清界線。痛恨酗酒的爸爸，也討厭暴力，受盡精神創傷之苦，國中時為了幫助受欺負的女同學差點殺了班上同學。成績各科全能，閱讀是興趣，成語是他的口頭禪。因為舅父家開店的關係，會製作西式糕點。和真由良是好朋友，也認識其妹妹愛麗絲，誤以為自己喜歡真由良，在愛麗絲的撮合下答應和真由良交往，之後卻因為不是真心而傷害了真由良。為了救回真由良，成為神聖之言操縱者，和愛麗絲一同作戰對抗黑暗之言操縱者。
- 菲爾·威伊路哈撒（フレイ·ウィルハーゼン）

基本資料：年齡19歲，身高182公分，出生地挪威，雙子座B型
興趣是自製果醬和園藝，特徵是左邊綁了麻花辮，這是他所屬的洛貞亞聖導院北歐分布的聖導士特點，最初在這個大地傳播Lotis的聖導士也是綁了麻花辮，而徒弟們為了表示尊敬，所以效仿了這個特點，是24個聖言都已經學會的優秀少年；第一眼看，是一個愛玩愛鬧、喜歡女孩子的開朗青年，外表輕浮，但其實他有認真、設想周到的一面，跟表姐有一段不單純的過往。來到日本尋找未婚妻，正巧遇見愛麗絲，便要她做他的未婚妻，幫助愛麗絲找回真由良，現暫住在葉家；隸屬北歐洛貞亞聖導團，來到日本真的的目的是引導愛麗絲跟葉，並討閥「操縱黑暗之言的總帥」。
- 瀨野真由良（せの まゆら）

基本資料：4月7日出生，白羊座O型，身高163公分，三圍B83・W59・H87
高中2年生，愛麗絲的姐姐，對妹妹有著很強的敵意。興趣是運動、逛街買東西。什麼事情也都能處理周到的萬能型。而且成績經常名列前茅。因為是美少女 所以非常受歡迎。對於結識朋友及戀愛也非常積極，不太喜歡孤獨。雖然說話坦白，但卻因此對對方造成傷害。不過擅於照顧別人所以不至於令人反感。不喜歡失敗的性格及一直被父母依賴著的緣故，以致保持著「堅定可靠的自己」做什麼也不會洩氣。面對著過分文靜內向的妹妹，雖然有點急躁，但相反的，可能有點羨慕呢。和葉交往後，因為葉的遲疑與妹妹的不真心而突然消失，之後被魔帝所操控，成為黑暗之言操縱者，與神聖之言操縱者對抗。
- 妮雪加（ニョゼカ）

一隻神秘的兔子，可以變身為人型，是「洛貞亞師傅」派來找可以運用24聖言的Master，在一次車禍事故當中，相遇了愛麗絲，讓愛麗絲學會『勇氣』，一路上也陪伴著愛麗絲度過種種難關，並引領出葉的聖言能力，最終，為了保護愛愛麗絲而身亡。

### 神聖之言操縱者
- 吉斯菲·威廉·奧斯·安迪洛·魯蘭度13世（クリストファー·ウィリアム·オーソン·アンドリュー·ローランド）

基本資料：13歲，天蠍座A型，身高153公分，英國出世，貴族魯蘭度家族的第13代。
學校裡的高材生，年紀輕輕已是大學生。擁有財富、身分和好頭腦，大多人嫉妒他，也因此好朋友極少。沒有母親，把撿回來的燕子悄悄地改了母親的名字。曾經出過嚴重車禍，一直以為對自己莫不關心的父親，看到父親如此傷心難過，自己克服了內心的黑暗。操縱神聖之言的人之一。出錢資助世界聖導院的大富豪。乍看之下外表冷靜，給人成熟的映像，其實極愛甜食，甜品當前孩子氣模樣就盡現眼前，喜好騎馬，不能沒有下午茶。在愛麗絲和葉陷入危機時即時搭救，並和其他聖言操縱者一同幫助愛麗絲。
- 白梅玲

基本資料：17歲，獅子座O型，身高164公分，中國出世。
在上海一人居住，加入了藝能事務所，似乎是培育中的偶像。中國聖導團的代表「操縱神聖之言的人之一」。大姐性格為人爽朗，倔強而富正義感同性朋友很多，強硬的性格也有壞處，因此交不到男朋友而發愁。擅長太極拳，假期全以做運動度過。在愛麗絲與撒武威對戰陷入窘境時出現搭救，與愛麗絲等人一同對抗黑暗之言操縱者。
- 彼利·麥當勞（ビリー·マクドウェル）

基本資料：28歲，獅子座B型，身高193公分，美國出世
美國的代表「操縱神聖之言的人之一」。
在城市中長大，有些口沒遮攔，容易動粗但品性善良，會照顧別人，喜歡小孩。已有未婚妻。喜歡音樂，會吹奏色土風之類的樂器。平日是個認真的郵差。在葉的好友和喜被撒武威殺死後，葉陷入危機時現身，與愛麗絲等人一同對抗黑暗之言操縱者。

### 黑暗之言操縱者
- 撒武威（サムエル）

控制葉的舅舅、舅媽攻擊葉。並試圖讓葉成為黑暗之言操縱者。在都聽和愛麗絲等人戰鬥，最後被打敗且淨化、消失。過去本是教會合唱團的成員。因歌聲才能出眾，遭人嫉妒陷害。從此怨恨所有人而成為黑暗之言操縱者。
- 姬娜（ケイナ）

在撒武威快要被愛麗絲等人打敗時出現，並幫助撒武威。但最後仍不敵愛麗絲等人被淨化、消失。過去因愛人移情別戀於年輕女子，所以對年輕貌美的女孩心懷恨意，成為黑暗之言操縱者。
- 艾力（エリク）

原是神聖之言操縱者。和菲爾屬同一聖導院。在菲爾受挫時開導菲爾，並邀請菲爾加入聖導院。深受菲爾敬重、情同兄弟。但因菲爾成就高過自己心裡不是滋味。罹患不治之症後，因恐懼死亡導致無法使用神聖之言。無人可訴加上日漸虛弱的焦慮進而絕望。此時受到魔帝的誘惑，最後背叛成為黑暗之言操縱者。
- 魔帝

發明黑暗語言的統帥，附身在真由良的體內合而為一，想將人類世界毀滅轉成屬於他的黑暗世界。

### 其他角色
- 松城達也

和愛麗斯同年，在真由良的介紹下，和愛麗絲交往，有天在箭術部輕佻愛麗絲，被葉阻止，因為不滿兩人曖昧不明的關係，愛麗絲和葉被迫進入Inner Heart（另一個現實世界），愛麗絲靠著「勇氣」，向松城說真心話打動他回到原來的世界，松城沒有在Inner Heart時的記憶，而和平地跟愛麗絲分手了。
- 大石

暗戀葉，因忌妒而經常欺負愛麗絲。某天她去誘惑葉卻被拒絕，惱羞成怒而向大家說出葉傷心的過去。大石的父母不合經常吵架，渴望被愛的她在愛麗絲等人進入Inner Heart了解之後，使用「慈愛」，葉向大石道歉說出心裡話，把大石從黑暗中救回來。
- 若宮裕貴、真希（若宮葉的舅父母）

家裡開餐廳，因為葉父母雙亡而收養葉，但因葉無法對人敞開心胸，讓舅父對他放不下心。後來舅父母被黑暗之言操縱者撒武威誘導，把內心黑暗拉出來，對於葉住在他們家的不滿全指向葉，使葉掉進痛苦的深淵中，最後使用「信賴」，葉把對他們養育之恩的感謝說出來，進而化解彼此心中的陰霾。
- 和喜

和葉是朋友，因為關心真由良卻反被利用，真由良對和喜使用「嫉妒」，想破壞愛麗絲和葉的感情。和喜憤怒之下說出自己暗戀真由良的心情，不滿葉如此踐踏真由良的感情，而葉自願被和喜攻擊，使用了「友情」，和喜終於回復過來，也向葉說了敵方的情報，卻在此刻被撒武威殺死，令葉痛苦不已。
- 伊達

是菲爾的表姐，大菲爾四歲。菲爾與葉境遇相似，在親戚家居住，伊達與菲爾因長期相處，進而相戀，卻因伊達有未婚夫，兩人關係被發現後，菲爾被趕出去。伊達終於找到菲爾後卻被拒絕，傷心的她衝了出去，菲爾找到她後已是冰冷冷的屍體。菲爾自認為是他殺了伊達。
- 洛貞亞師父

創造了「神聖之言」，將這項使命交給他的徒弟，組成聖導團。在最終章裡，及時出現幫助了愛麗絲，犧牲的妮雪加也回到洛貞亞師父身邊。

## 漫畫章節
- 第一章：操縱神聖之言的人（第一集）
- 第二章：內心的黑暗（第二集）
- 第三章：受束縛的人們（第二集）
- 第四章：單戀（第三、四集）
- 第五章：迷失的愛（第五集）
- 第六章：心的盲目（第六集）
- 最終章：流失之言（第七集）

## 24個神聖之言
- 瑪羅

愛麗絲修成的第二個聖言。是「慈愛」「母性」「喜歡」和「愛情」的第1個神聖之言。大石被邪魔封鎖在心中，為了解放她而使用。
- 巴沙

表示「真實」「誠意」和「決定」的第2個神聖之言。彼利是使用了它才知道葉的身體刻有「黑暗之言」。
- 水

第3號的神聖之言代表「恩澤」和「水」的意思。菲爾在進入大石的Inner Heart中時使用過。無論在攻擊或防守時都可以用。
- 依路

表示「焰」「熔解」和「熱情」的第4個神聖之言。菲爾使用它是為了驅除在愛麗絲母親體內的邪魔。
- 沙古阿

代表「智慧」「詢問」「知識」和「理解」的第5個神聖之言。
- 積他

意思是「勝利」「入手」「戰鬥」和「正義」的第6個神聖之言。菲爾使用它來擊退敵人。
- 莉爾亞

意味著「防禦」「迴避」和「盾」的第7個神聖之言。在Inner Heart時，菲爾為了保護被邪魔攻擊的愛麗絲而使用。
- 拉那

表示「希望」「光榮」和「幸福」的第8個神聖之言。為救真由良，吉斯使用了它。
- 阿里度

意為「淨化」「清純」和「理性」的第9個神聖之言。替黑暗之言操縱者撒武威和姬娜淨化時使用。
- 威多

意思是「信賴」「感謝」和「獻身」的第10個神聖之言。葉在替舅父驅除邪魔時使用的語言。
- 露達

意味著「忍耐」「毅力」和「意志」的第11個神聖之言。葉修成的第三個聖言。在Inner Heart與「病魔」對戰時修成。
- 沙度

意味著「美」「端正」「完美」和「統一」的第12個神聖之言。
- 絲比

代表「和平」「安穩」「平穩」和「安心」的第13個神聖之言。愛麗絲在面對真由良的攻擊時為了保護自己而使用它。
- 芝比亞

意為「回復」及「治療」的第14個神聖之言。在菲爾打倒「病魔」時，吉斯醫治受傷的愛麗絲時使用。
- 珊

代表「友情」「朋友」和「團體」的第15個神聖之言。葉使用它是為了讓被邪魔操控的和喜回復理智。
- 卡拉

葉最初修成的聖言，意味著「守護」「衣」等的第16個神聖之言。在被敵人攻擊時作護身用，這是在葉追趕愛麗絲被菲爾帶走時所修成的。
- 光

菲爾會用的文字，代表「光」和「太陽」的第17個神聖之言。曾經用來擊退在黑暗中出現的真由良。
- 科拿

意思是「時間」「流動」「連續」和「永遠」的第18個神聖之言。
- 蘭高

愛麗絲在十字路口將險被車子輾過的妮雪加救出而修成的聖言。意味著「勇氣」和「行動」的第19個神聖之言。
- 烏迪

意為「看見」「透視」和「覺醒」的第20個神聖之言。梅玲為了擊退黑暗之言操縱者而使用。
- 式度

代表「生命」「壽命」和「宿命」的第21個神聖之言。為救真由良，吉斯使用了它。
- 沙瑪

表示「道路」「引導」和「可能性」的第22個神聖之言。為了打開到達真由良所在的道路，愛麗絲使用了它。
- 比木高

葉修成的第二個聖言。第23個「解放」「風」和「羽」的神聖之言。解開心扉之類時使用。葉曾經在解開被邪魔封鎖心扉的大石時使用。
- 由高

意為「成就」「結」「木」和「花」的第24個神聖之言。菲爾使用它是為了在大石的Inner Heart中，製造讓葉休息的地方。

## 外部連結
- （日語）少女COMIC雜誌網站
- （日語）渡瀨悠宇官方網站 （页面存档备份，存于）